# Affinité (immunologie)
En immunologie, l'affinité est l'attraction  spécifique entre un anticorps et un antigène. L'affinité est variable selon les couples anticorps/antigène, et les conditions du milieu (pH, force ionique, température). Elle est caractérisée par la constante d'association (Pka, plus exactement constante de dissociation Acide).
Différente techniques de biologie pour la détection et la  purification de composés, repose sur le principe de  l'affinité entre un anticorps et un antigène. Par exemple l'immunoprécipitation permet de capturer un antigène dans un échantillon complexe, et le purifier pour l'analyser, typiquement par Western blot. Les purifications par affinité connaissent des applications de la R&D à l'industrie.